# Черногрудая муния
Черногру́дая му́ния (лат. Lonchura teerinki ) — птица семейства вьюрковых ткачиков отряда воробьинообразных.

## Внешний вид
Длина тела около 10 см. Самец окрашен довольно скромно в чёрно-коричнево-белые тона. Передняя, «лицевая», часть головы, бока шеи, подбородок, горло, грудь глубокого матово-чёрного цвета, переходящего по бокам нижней части груди и по бокам тела в блестящий чёрный, прерываемый коричневыми и серовато-коричневыми пятнами. Часто эти пятна сливаются вдоль боков в длинные полоски или штрихи. Нижняя часть боков и подхвостье чисто чёрные. Живот до анального отверстия белого цвета. Лоб и кроющие уха черновато-коричневые, переходящие в глубокий коричневый цвет на затылке, шее, спине и крыльях. Поясница и надхвостье соломенно-жёлтые. Хвост клиновидный с двумя удлинёнными средними рулевыми перьями желтовато-коричневого цвета. Другие рулевые черновато-коричневые, некоторые из них со светлыми каёмками. Клюв короткий толстый бледно-голубого цвета. Ноги серые или тёмно-серые. Самка очень похожа на самца, но более тусклого цвета на передней части головы и груди. Чёрный цвет по бокам груди и тела менее интенсивного оттенка, с большим количеством коричневого и разделён на отдельные пятна или полоски. Брюхо белое с желтоватым оттенком. Клюв немного меньше, чем у самца.
Молодые птицы коричневые сверху, более светлые на пояснице и надхвостье. Подбородок и горло коричневого цвета, более тёмного на груди. Низ и бока тела светло-жёлтые.

## Распространение
Ареал очень ограничен; обитает только в нескольких долинах и по склонам гор в северо-западной части Новой Гвинеи.

## Образ жизни
Населяет высокотравье с кустарником, заброшенные сады и плантации в горных районах на высоте от 1600 до 2500 м над уровнем моря; эта птичка селится даже в деревнях. Обитают в парах, небольших стайках. Молчалива; контактная позывка — часто повторяющийся звук «тью». Издает также звук «тви» и, похожее на воробьиное, чириканье. Предположительно (по аналогии с родственными видами) в питании преобладают семена трав. Птица очень плохо изучена, информация по биологии, поведению мала и фрагментарна. В природе немногочисленна.

## Содержание
В Россию впервые завезена в 90-х годах XX века. До этого, предположительно, в неволе не содержалась.